# Denis Decrès

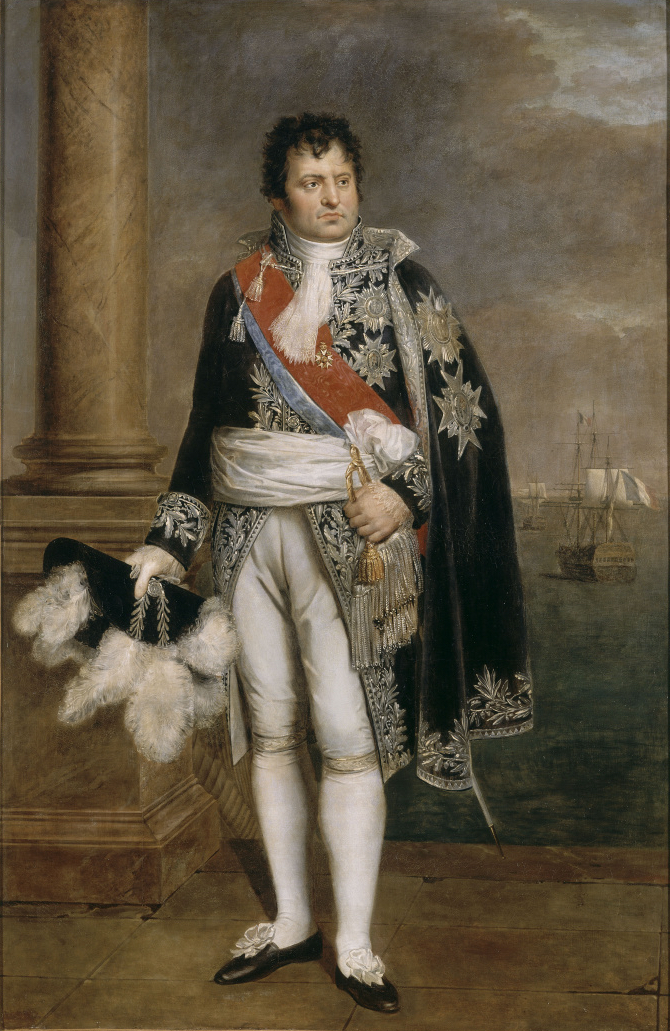
Denis Decrès als Marineminister (1806)

Denis Decrès (* 18. Juni 1761 in Châteauvillain, Frankreich; † 7. Dezember 1820 in Paris) war ein französischer Vizeadmiral und Politiker des Ersten Kaiserreichs, der durch Napoleon zum Duc Decrès (Herzog von Decrès) der noblesse impériale erhoben wurde.

## Aufstieg
Decrès ging im Alter von 18 Jahren zur Französischen Marine, wurde 1793 Capitaine de Vaisseau (Kapitän zur See) und 1797 Contre-amiral (Konteradmiral). Als dieser befehligte er 1798 die Nachhut in der Seeschlacht bei Abukir. Er entkam nach Malta, wo er während der 17-monatigen Belagerung dieser Insel viel zur Verteidigung derselben beitrug, musste sich aber im März 1800 der britischen Übermacht ergeben. Nach Austausch aus britischer Kriegsgefangenschaft wurde er Präfekt des vierten Seearrondissements und von Napoleon Bonaparte, dessen Vertrauen er völlig gewann, zum Vice-amiral (Vizeadmiral) sowie 1801 zum Minister der Marine und der Kolonien ernannt, welches Amt er bis zu Napoleons Abdankung 1814 behielt.

## Marineminister Napoleons

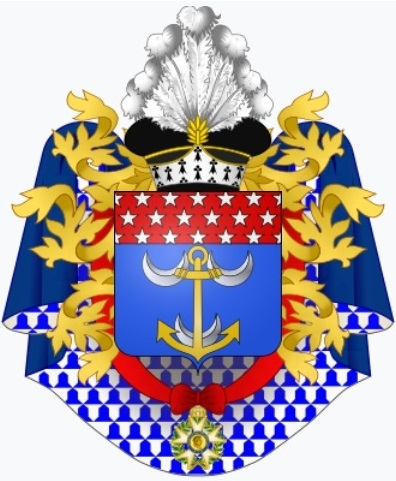
Wappen Decrès' als Herzog in der Noblesse d'Empire

Decrès beriet Napoleon in dessen energischer Kolonialpolitik und stellte, einsichtig und tatkräftig, die durch zahlreiche Unglücksfälle fast vernichtete Kriegsflotte wieder her. In der Marine war Decrès sehr unbeliebt. Er galt als hart gegenüber Untergebenen und machte dem Kaiser nur ungern Vorschläge zur Beförderung verdienter Offiziere. Napoleon schätzte an ihm jedoch seine Umsichtigkeit und seine Strenge gegenüber Vetternwirtschaft. Auch legte er großen Wert auf die Verbesserung der Ausbildung. Dazu befürwortete er kurz nach der vernichtenden Niederlage in der Schlacht von Trafalgar (1805) Kreuzfahrten französischer Linienschiffe in Übersee. Regelmäßig von Napoleon im Rahmen des großen Flottenrüstungsprogramms von 1810 konsultiert, gelang es Decrès, den Staatschef 1813 zu überzeugen, fast alle bemannten französischen Fregatten auf Kaperfahrten in den Nordatlantik und die Nordsee zu schicken, um den Matrosen der seit Jahren blockierten Flotte, eine realitätsnahe Ausbildung zu vermitteln. Decrès lehnte allerdings den Bau der von Napoleon favorisierten Flottillen, die aus Kanonenschaluppen bestanden, ab. 1813 erhob Napoleon ihn zum Herzog und auch während der Hundert Tage 1815 nochmals zum Marineminister.

## Nach Napoleons Sturz
Nach seinem Sturz, im Rückblick von Sankt Helena, fällte Napoleon ein negatives Urteil über Decrès, dem er vorwarf, sich zu sehr als Höfling um die kaiserliche Gunst bemüht zu haben, anstatt in den Häfen den Wiederaufbau der Marine betrieben zu haben. Nach der Rückkehr der Bourbonen erhielt er sein Ministerium nicht wieder. Durch die Versuche seines Kammerdieners, ihn im Bett in die Luft zu sprengen, stark verwundet, starb er 1820.